# Arhivistika
Arhivistika je znanost koja se bavi proučavanjem principa i metoda zaštite arhivske građe radi njenog korištenja kao izvora za povijest, ostale znanosti i općedruštvene potrebe. Iz definicije se vidi da je svrha zaštite arhivske građe, prije svega, u funkciji njena korištenja. S obzirom na predmet proučavanja arhivistika se dijeli na: arhivsku teoriju, arhivsku praksu, arhivsku tehniku, povijest institucija i arhivsko zakonodavstvo.

## Povijest
Od 19. stoljeća djelatnost arhiva bila je usmjerena prvenstveno na potrebe povjesničara. Uz pomoćne povijesne znanosti, na arhivistiku su gledali kao na radni naputak za opis arhiva. Neposredno prije 2. svj. rata, a poglavito nakon njega, arhivska se djelatnost postupno počela oslobađati društva povijesne znanosti. I u povijesnoj je znanosti došlo do odmaka od klasičnog poimanja izvora Arhivistik danas predstavlja s informatikom novu znanost koja je izgradila svoj metod i ima svoju metodologiju.

## Arhivska teorija i tehnika i registraturna građa
Arhiv je ustanova koja se bavi zaštitom, prikupljanjem, sređivanjem, čuvanjem i davanjem arhivske građe na korištenje.
Osim ovog tumačenja ovaj termin se u širem smislu koristi i za arhivsku cjelinu u značenju fonda,a isto tako moze označavati i organizacijsku jedinicu u sastavu pisarnice.
Arhivska teorija proučava osnovne arhivske pojmove, principe i metode rada, povijest arhivistike i njen odnos prema drugim srodnim znanostima.
Arhivska tehnika proučava mjere i postupke fizičke zaštite, konzervacije i restauracije arhivske građe.
Registraturnu građu sačinjavaju sve vrste zapisa primljenih ili nastalih u administrativnom radu i odlozenih prema odgovarajućem rasporedu. Ovu građu osim spisa sačinjavaju i svi fotografski i fonogramski snimci, knjige, kartoteke i druge evidencije.

## Papir i pergamena
Papir je proizveden u Kini oko 105. pr. Kr. odakle se proširio po cijelom svijetu. Izrađivan je ručno iz lanenih i pamučnih krpa, praktički bez dodataka kemikalija. Osnovne sirovine koje koristi suvremena industrija papira su: drvenjača, celuloza drvnog porijekla, stare krpe, stari papir, a kao dodatci radi veće trajnosti u nekim slučajevima i sintetska i mineralna vlakna. Uvođenjem celuloze drvnog porijekla i drvenjače u proizvodnji papira naglo se pogoršavaju njegova svojstva, a time i trajnost. Iako drvenjača ima loša svojstva, ona se zbog niske cijene i dalje koristi u industriji.
Pergamena je neštavljena koža životinja obrađena na poseban način kako bi mogla služiti kao podloga za pisanje.

## Metode sređivanja građe
Neposredna metoda podrazumijeva uspostavljanje rasporeda arhivskog materijala bez pomoćne evidencije.
Posredna metoda podrazumijeva ispisivanje kartica za svaku tehničku jedinicu, zatim njihovo sređivanje, a tek onda i prema njima, sređivanje arhivskog materijala.
Ako postoji više sadrzajnih verzija a radi se o istim ili sličnim podatcima, moze se sačuvati samo najbolja. U tom slučaju, dopunski kriteriji bi bili sljedeći:
- Potpunost, jedinstvenost, neponovljivost – prednost na dalje čuvanje imali bi dokumenti u kojima su ti podatci prikazani najpotpunije, na jedinstven način i bez ponavljanja poznatih.
- Reprezentativnost – prednost bi imali oni dokumenti, u kojima se iste pojave, stvari i događaji opisuju u više detalja
- Varijantnost – ako o istim pojavama postoje suprotne ocjene, odnosno njihove različite interpretacije, prednost bi imala konačna i prihvaćena.
- Apsorbiranost i koncentracija podataka – u odnosu na pojedinačne i analitičke podatke prednost bi imali dokumenti u kojima su podatci sumirani, odnosno apsorbirani.

## Arhivist
Dužnosti jednog arhivista uključuju stjecanje i procjenjivanje novih zbirki, sređivanje i opis arhivskog gradiva, pružanje referentnih usluga, i konzervacija materijala. pri obradi građe, arhivist primjenjuje dva važna načela: provenijenciju i izvorni poredak (respect des fonds). Prevenijencija se odnosi na podrijetlo (izvor) građe, odnosno tko ju je stvorio. Ideja o načelu izvornog poretka primjenjuje se čuvanjem gradiva u njegovom prvobitnom poretku, onako kako je to utemeljio sam autor. Ovo također znači kako se zapisi jednog poduzeća ne bi trebali miješati sa zapisima drugih. Izvorni poredak nije uvijek najbolji način za očuvanje neke zbirke, a arhivist mora upotrijebiti svoje iskustvo i dosadašnju praksu kako bi odredio pravi način za očuvanje zbirke različitih medija te onih s nedostatkom jasnog prvobitnog uređenja.